# 山川町 (福岡県)
山川町（やまかわまち）は、かつて福岡県南部に位置していた山門郡にあった町である。
2007年（平成19年）1月29日、隣接する山門郡瀬高町・三池郡高田町との合併によりみやま市となった。

## 地理
福岡県の南部に位置し、町域南部の境界部は熊本県と県境を成している。

### 河川
- 飯江川
- 大根川
- 待居川
- 真弓川

## 歴史
- 1907年（明治40年）1月1日 - 万里小路村、富原村、竹海村、緑村の一部が合併して山川村が誕生する。
- 1959年（昭和34年）4月10日 - 山門郡山川村と三池郡高田町との境界変更に伴い、元の竹海村が高田町へ分村。
- 1969年（昭和44年）4月1日 - 町制施行し山川町となる。
- 2007年（平成19年）1月29日 - 山門郡瀬高町、三池郡高田町と合併してみやま市となった。

## 産業
- 農業
  - 温州みかん、タケノコ栽培など。平地部では米作。
- 林業

### 有名企業
- 八ちゃん堂（たこ焼き・焼きなすなどの冷凍食品販売）

## 地域

### 警察
- 福岡県警瀬高警察署の管轄である。

### 教育

#### 中学校
- 山川町立山川中学校

#### 小学校
- 山川町立山川東部小学校
- 山川町立山川南部小学校

## 交通

### 鉄道
町内を走る鉄道路線は無い。鉄道を利用する場合の最寄り駅は、JR九州鹿児島本線の瀬高駅。

#### 廃止路線
- 東肥鉄道 - 1938年（昭和13年）廃止

### バス

#### 一般路線バス
- 産交バス
  - 山鹿線
    - 瀬高町 - 山川町 - 南関町 - 三加和町 - 山鹿市

#### 高速バス
山川パーキングエリア内にバス停設置
- ひのくに号：福岡空港 - 山川 - 熊本市
- 福岡空港 - 山川 - 大牟田市 - 荒尾市

### 道路
一般国道
- 国道443号

高速道路
- 九州自動車道
  - 山川パーキングエリア
  - 最寄のインターチェンジは南関インターチェンジ。

## 名所等

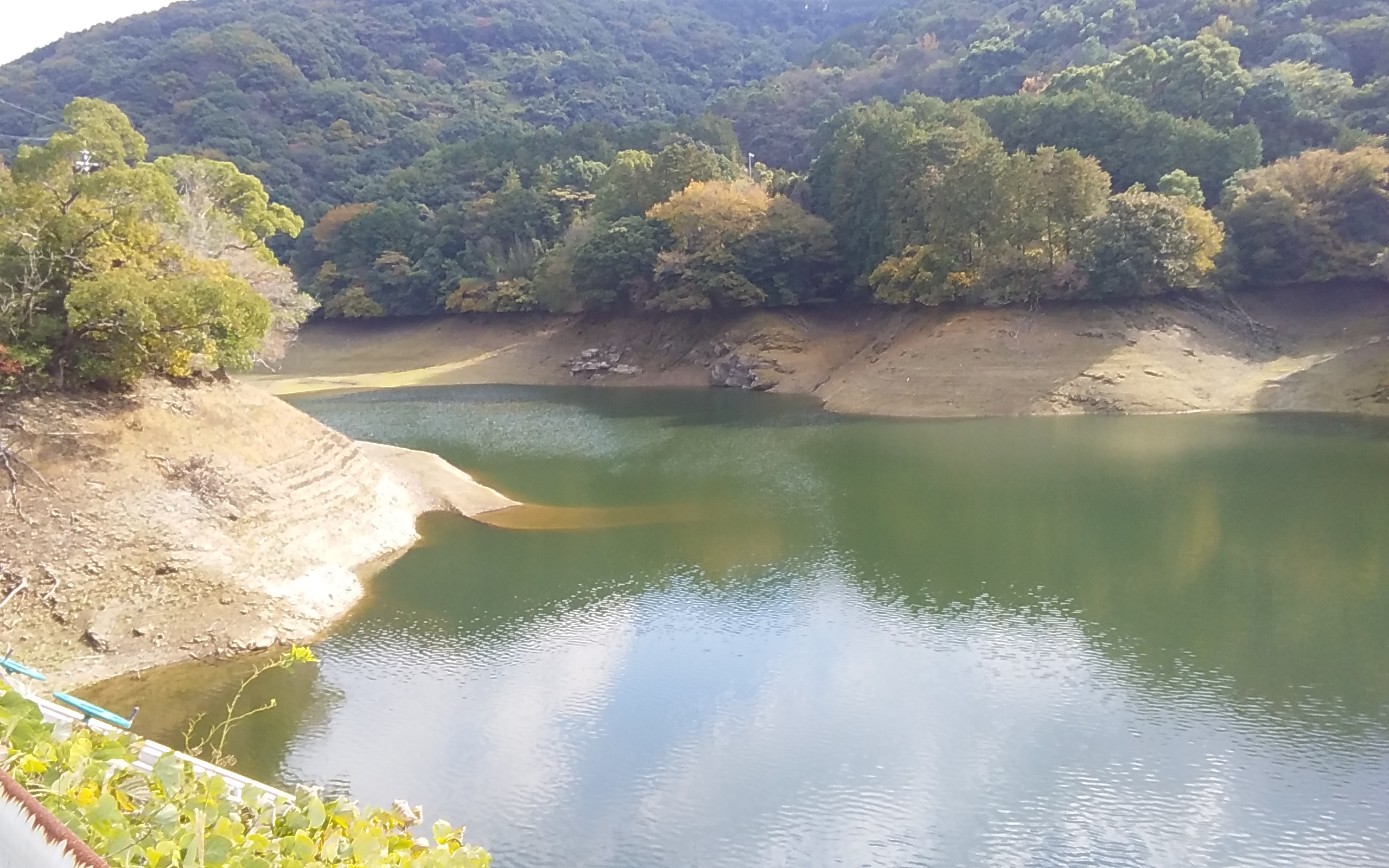
蒲池山ため池

- 蒲池山ため池